# Plosorejo (Kismantoro)
Plosorejo is een bestuurslaag in het regentschap Wonogiri van de provincie Midden-Java, Indonesië. Plosorejo telt 1922 inwoners (volkstelling 2010).